# Troféu Super Vôlei
Troféu Super Vôlei , por questões de patrocinador também chamada de Troféu Super Vôlei Banco do Brasil é uma competição organizada pela Confederação Brasileira de Voleibol. Participam do torneio oito equipes no feminino e no masculino,  foi criado em virtude da Superliga na temporada 2019-20 ter sido interrompida por causa da pandemia de Covid-19, se credenciaram para o certame as equipes classificadas para as quartas de final da competição anteriormente citada, obedecendo os respectivos cruzamentos.
Os direitos de transmissão da Supercopa no Brasil pertence ao SporTV em TV fechada.